# TVIVO Televisión
TVIVO Televisión fue un canal de televisión por suscripción chileno que transmitió para Antofagasta en el canal 14 del cableoperador VTR.

## Historia
El 7 de abril de 2000 surgió en Antofagasta un pequeño canal de televisión, bajo el nombre de "VLP Televisión" ocupando en ese entonces, la frecuencia 61 de TV Cable. Sus instalaciones se ubicaban en calle Prat 1254, en el centro de Antofagasta. Sus comienzos fueron más bien artesanales, tanto en equipamiento como en calidad de imagen. Aun así el canal se destacó por ofrecer contenido cultural para toda la familia, como programas cristianos, especiales musicales y transmisiones de la campaña de Club Deportes Antofagasta durante los años 2000 y 2001.
A mediados de diciembre de 2001, se cambió a nuevas instalaciones ubicadas en calle Sucre 763, en el segundo piso de la 5ª Compañía de Bomberos. En mayo de 2003 cambió a la frecuencia 17, debido a que VTR estructuró el orden de los canales según sus temáticas y contenidos. Finalmente, unos años después cambió a la frecuencia 14.
Durante esos dos años el canal evolucionó incorporando sistemas de edición, nueva imagen y una nueva gráfica. Aun así, su calidad de imagen no era la óptima. En el año 2003, lograron la contratación del locutor y comunicador Jonathan Velásquez para conducir un programa de videos musicales, siguiendo la misma línea que había desarrollado en Digital Channel, Antofagasta TV y mucho antes, en Telenorte. 
Durante, el año 2004, la calidad técnica del canal fue mejorando, ofreciendo una mejor imagen, mejor escenografía y mejor contenido. En ese entonces, su logotipo era un círculo azul con efectos de brillo, con la insignia VLP Televisión adentro.
Ese mismo año, desarrolló interesantes programas de entrevistas a los candidatos a Alcalde y Concejales, de cara a los comicios municipales de ese año, además de realizar una extensa cobertura de la jornada electoral. En diciembre de ese año transmitió el Concierto de Navidad, desde el sector de las Ruinas de Huanchaca, contando con una Unidad Móvil para dicho evento.
Un programa destacado fue Ventana Escolar, desarrollado con el patrocinio de la Corporación Municipal de Desarrollo Social de Antofagasta. Se emitió en el segundo semestre de 2004.

## Modernización Tecnológica y la Era Satelital
En el año 2005 se adquirió una unidad de transmisión vía microondas, lo que permitía la transmisión en directo de partidos de fútbol, eventos artísticos y contactos móviles en exteriores, dándose a conocer este adelanto tecnológico por medio de un spot promocional, en marzo de ese mismo año.
Ya anteriormente, en febrero de ese año, había cubierto de manera exitosa la realización del Festival Verano Naranja de Antofagasta, incorporando cámaras de estudio y gráfica computarizada en sus emisiones en vivo. Durante la realización del certamen local, se desarrolló un programa satélite, transmitido desde el Estadio Regional "Calvo y Bascuñán".
En abril de ese mismo año, VLP anunció la externalización de su señal llegando a varios puntos del país. El proyecto, llamado "VLP Satelital", permitiría que La señal del canal local llegara a gran parte de Chile. En una entrevista del mismo Canal realizada en ese mismo mes, el entonces director de la señal Eslayne Portilla señaló que VLP iba a expandirse llegando a 104 puntos a lo largo del país. A través de un video promocional que aún circula por YouTube se da a conocer el proyecto que se convertiría en la "voz de las regiones de Chile". Pese al entusiasmo de sus gestores, el proyecto no prosperó.

## Hacia la Consolidación
En el año 2006, se adquirió una plataforma digital, a lo que se sumó cámaras de estudio y una unidad móvil. Ese mismo año, inauguró su señal en línea a través de la compañía de difusión de TV por Internet JumpTV, la cual se mantuvo por algún tiempo.
Durante varios años, VLP se ha destacado por la transmisión de espectáculos artísticos, musicales y los partidos de Club Deportes Antofagasta (campañas 2004 y 2005), encuentros deportivos del Fútbol Amateur, además de sus noticiarios, la extensa cobertura de programas especiales, como las elecciones municipales, parlamentarias y presidenciales y sus programas de entrevistas y reportajes.
En febrero de 2014, los ejecutivos de VLP Televisión anunciaron que se planeaba trasladar sus instalaciones a nuevos y amplios estudios separados, permitiendo la posibilidad de emitir sus programas en platós separados y con la posibilidad futura de incorporar la tecnología Full HD a sus transmisiones. Si esto se concreta, Antofagasta contaría con la totalidad de sus canales de televisión transmitiendo en alta definición.
En junio de 2014 se le cambió de nombre al canal llamándose TVIVO Televisión y con nuevo logotipo. Esto fue posible tras el cambio de propietario, concretado a principios de año a través de un contrato de arriendo. Desde ese entonces, se ha realizado todo un proceso de reingeniería, lo cual ha implicado una inversión que asciende a los $100 millones para reorganizar el canal.
Su director general fue Mario Reygadas.
Anteriormente el canal ocupó el nombre Vive Chile Antofagasta y transmitió algunos programas del canal Vive! de la cableoperadora VTR. Además se transmitió el evento de Lollapalooza Chile 2015.
- Datos: Q6158444